# Bakkelandets Friskole
Bakkelandets Friskole var en fri grundtvig/koldsk grundskole med børnehave og vuggestue og beliggende i Nimdrup nær Brædstrup i Horsens Kommune. Friskolen har siden 21. december 2021 været under konkursbehandling.

## Historie
Bakkelandets Friskole hørte til i den tidligere folkeskole for Grædstrup Sogn, hvis hovedbygning blev opført i 1938-1939. Folkeskolen var placeret i landlige omgivelser midt i sognet i Nimdrup for at tilgodese interesserne fra de tre landsbysamfund i sognet: Grædstrup, Davding og Slagballe.
Ved krigens start i april 1940 beslaglagde den tyske besættelsesmagt bygningen, hvor de var til maj 1945. Herefter rykkede elever og lærere ind i skolen, og samtidig blev landsbyskolerne i Grædstrup, Davding og Slagballe nedlagt.
Bakkelandets Friskole blev oprettet den 13. januar 2003 af lokale initiativtagere og fik til huse i den gamle folkeskolebygning.
På grund af faldende elevtal blev det besluttet at lukke skolen 17. december 2021, og den har siden 20. december 2021 været under konkursbehandling.